# Henri-Marius Rolland
Henri-Marius Rolland, né le 28 avril 1821 à Marseille (Bouches-du-Rhône) et décédé le 30 mai 1908 à Marseille est un capitaine de vaisseau nommé temporairement général de division durant la guerre franco-prussienne. Il assure, pendant deux mois et demi, le commandement de la 7e Division militaire et de la Place de Besançon et assure la mise en défense de la ville, finalement contournée par les armées allemandes en janvier 1871.

## Biographie
Henri-Marius Rolland entre dans la Marine en 1836 et intègre l'École Navale en 1837. Il sort 50e de sa promotion en 1839.
Il participe au siège de Sébastopol durant lequel il est chargé des fonctions d'adjudant-major du camp des marins.
Le 29 avril 1855, Henri-Marius Rolland est nommé officier. Il embarque sur le "Bretagne" et le "Ville de Paris" (vaisseau-amiral).
En tant que Capitaine de frégate le 26 août 1861, il commande le "Napoléon", vapeur de 1847 équipé de 90 canons et doté pour la première fois au monde d'une hélice.
Il se marie en juin 1870 et est affecté en Haute-Saône en octobre après le déclenchement de la guerre franco-prussienne. Nommé général de division à titre temporaire, il dirige la garnison bisontine jusqu'à l'armistice du 15 février 1871 avec l'assistance de deux 2 généraux de division et de 7 généraux de brigade.
Il fait plusieurs cures à Barèges entre 1871 et 1875 et est mis en disponibilité pour raison de santé. Il est mis en retraite à sa demande le 16 février 1876 ;
En 1876, il accepte les sollicitations pour se présenter à la députation sur Besançon, mais il est battu par le candidat républicain Albert Grévy.

## Combats dans l'est durant la guerre de 1870

### Début des combats dans l'est
Le 4 août, la 3e armée allemande envahit l'Alsace. La première bataille oppose 7000 Français à 40 000 Allemands à Wissembourg ; elle est suivie de la bataille de Frœschwiller-Wœrth (46 000 Français contre 125 000 Allemands), combat décisif remporté par l'ennemi.
Le général Cambriels est nommé, au lendemain de l'abdication de Napoléon III (3 septembre), à la tête de la 7e division militaire. L'armée qu'il commande, après sa défaite dans les Vosges, se replie sur Besançon, poursuivie par von Werder dont l'objectif premier est d'affronter l'armée de la Loire. À Gray, ce dernier apprend que les Français occupent la vallée de l'Ognon et décide de s'y diriger par les routes  de Pin, d'Étuz et de Voray.
Cambriels envoie le colonel Perrin occuper la zone nord de Besançon le 21 octobre. Celui-ci dispose de 5 bataillons et d'une batterie. Von Werder divise son armée en trois et franchit, le 22 octobre, les ponts sur l'Ognon à Pin l'Émagny, Cussey et Voray, malgré la défense française qui se replie sur Auxon où, renforcée par des troupes venues de Besançon, elle stoppe l'avancée ennemie. Le 25, von Werder renonce à poursuivre le combat et se dirige sur Dijon qu'il occupe le 30.
Le général Cambriels, mal remis d'une blessure, est relevé de ses fonctions le 26 octobre. Le colonel Crouzat qui dirigeait la défense de Belfort assure l'intérim jusqu'à l'arrivée du général Alexandre Michel, le 2 novembre. Ce dernier, après avoir fait détruire inutilement les ponts sur le Doubs, lance le repli de l'armée sur Chagny et Lyon en la renforçant avec une grande partie de l'effectif bisontin.
Le capitaine de vaisseau Rolland, arrivé à Besançon le 20 octobre, se voit confier la mission de regrouper les gardes nationaux mobilisés de Haute-Saône qui sont dispersés sur le département. Le 1er décembre il est nommé général de Division de l'armée auxiliaire et remplace le général de Prémonville à la tête de la 7e Division et de la Place de Besançon.
Sa priorité est d'améliorer la défense de la ville en construisant un camp retranché. Grâce à une mobilisation considérable (jusqu'à 10 000 hommes), des redoutes et positions de batteries sont aménagées en un temps record, malgré un début d'hiver très rude.
Le commandement supérieur de la région sera déplacé à Chagny où Crouzat remplace Michel. Sur Besançon, ne reste qu'une partie de la 7e Division militaire.
Avec 18 000 hommes, Rolland doit défendre Besançon, la ligne du Doubs, le plateau du Lomont et le département du Jura.
Le 3 novembre, commandée par Denfert-Rochereau à la tête de 17 500 hommes, Belfort, distante de 90 km, est investie par le général Udo von Tresckow.

### Campagne de l'armée de l'Est
L'armée de la Loire est divisée en deux le 6 décembre. la seconde armée de la Loire dirigée par Chanzy et l'armée de l'Est confiée à Bourbaki.
Le 20 décembre, l'armée de l'Est (140 000 hommes) se dirige vers la Franche-Comté. Elle a pour mission de rompre le siège de Belfort et menacer la ligne d'opération des armées. Il s'agit d'avancer rapidement jusqu'au nord Franche-Comté. La décision est prise de faire transporter toute l'armée par le train alors que les gares ne sont pas équipées pour faire embarquer et débarquer le matériel et les chevaux. Il en résulte un encombrement du réseau bloquant de nombreux trains pendant plusieurs jours par un froid glacial. De plus, Bourbaki décide d'envoyer les trains jusqu'à Clerval et non Besançon. Cette petite gare, desservie par une voie unique, est totalement inadaptée pour le déchargement de l'intendance militaire et les trains ne peuvent pas faire demi tour. Un retard considérable en résulte.
Le 27 décembre, von Werder quitte Dijon pour regrouper autour de Vesoul tous ses détachements épars.
Le 1er janvier 1871 la situation côté Français est la suivante:
Le 18e corps d'armée est à Auxonne, le 20e autour de Dole, le 24e est en cours de débarquement à Besançon et 15e vers Bourges.
Les Allemands se trouvent entre Lure et Port-sur-Saône avec le quartier général à Vesoul.
L'armée de l'Est fait mouvement le 2 en direction de Belfort en ignorant Vesoul où les troupes de Werder sont en sous-effectif.
Celui-ci.va alors devancer l'armée de Bourbaki ralentie par le retard de son approvisionnement en prenant position le long de la Lizaine près de Montbéliard.
Dans la nuit du 8 au 9 janvier  les Allemands s'emparent de Danjoutin en faisant 800 prisonniers puis se dirigent sur Villersexel. Malgré l'occupation française, les Allemands prennent la ville à 13 heures le 9 janvier. A 17 heures, après de violents combats, les Français reprennent Villersexel et y demeurent jusqu'au 14 attendant le renfort de la division Crémer qui défendait Dijon.
Werder, qui s'est replié, consolide sa position sur la Lizaine entre les 12 et 14 janvier.
L'armée de Bourbaki ne reprend sa progression qu'à partir du 13 janvier, le 15e corps reste bloqué à Clerval jusqu'au 16.
Les 2 armées s'affrontent sur la Lizaine (article détaillé : combats de la Lizaine) ; la bataille se déroule du 15 au 17 janvier. Bourbaki ne réussit pas à percer la défense allemande.

### Retraite de l'armée de l'Est
Bourbaki décide de se retirer sur Besançon sans avoir pu porter secours à Belfort (article détaillé : siège de Belfort)
Le 21 janvier : les Allemands s’emparent de Dole et y stoppent plusieurs trains (230 wagons) destinés au ravitaillement de l'armée de l'Est.
22 et 23 janvier : L'armée de Bourbaki atteint Besançon alors que von Manteuffel s'apprête à l'investir.
23 janvier : Combat de Quingey.
24 janvier : Bourbaki réunit un conseil de guerre à Château farine afin de décider s'il faut faire face à l'ennemi comme l'exige Freycinet ou s'il faut se replier sur les haut-Jura. Seul le général Billot, qui commande le 18e Corps d'armée, est partisan de la première option.
25 janvier : Combats de Vorges et Busy (route royale de Quingey à Besançon) entre des fractions du 15e Corps français et une brigade allemande du 7e Corps.
Le 26 janvier : Négociations à Paris en vue d'un armistice. Après une pose de 3 jours à Besançon, l'armée de l'Est se dirige vers Pontarlier commandée par le général Clinchant après la tentative de suicide de Bourbaki. Celui-ci espère alors rejoindre Lyon par les plateaux.
26 et 27 janvier : Combats de Salins-les-Bains. Engagement entre les arrière-gardes du 15e corps français et la 3e Division allemande.
28 janvier : Signature d'un armistice général de 21 jours et capitulation de Paris. Cet armistice n'est pas applicable la région de l'Est, mais le négociateur Jules Favre omet de mentionner cette restriction à la délégation de Bordeaux.
29 janvier : Affaire de Chaffois (Ouest de Pontarlier) entre une division du 20e corps qui se débande (les Allemands font 1500 prisonniers) et la 13e Division allemande. Affaire de Sombacour (au nord-ouest de Pontarlier) ; un bataillon et un peloton de la 14e Division allemande surprennent le cantonnement de la 1re Division du 15e Corps et capturent 3 000 hommes dont 42 officiers et 2 généraux.
30 janvier : Affaire de Frasnes (Sud-ouest de Pontarlier) entre les fractions débandées du 24e Corps (1200 prisonniers sans combat) et la 4e Division d'infanterie allemande.
31 janvier : Affaire de Vaux (Sud-ouest de Pontarlier) entre les débandés du 24e Corps et la 3e Division allemande.
1er février : Signature de la convention des Verrières entre le général Clinchant et le général suisse Hans Herzog autorisant l'armée de l'Est à passer sur le territoire helvétique où elle est désarmée puis internée jusqu'à la paix.
1er février : Combat de la Cluse-de-Joux entre les fractions du 18e Corps et le 2e Corps allemand.
Le 1er février et les suivants, 88 000 hommes, 10 800 chevaux, 285 canons et 1 200 voitures passent la frontière suisse, principalement aux Verrières. Par ailleurs, 15 000 hommes, dont la division Crémer, réussissent à s'échapper en se dirigeant vers le sud par les plateaux du Jura français.

## Besançon durant la guerre de 1870
Fin octobre, le général Albert Cambriels, qui a succédé au général Dupré à la tête de l'armée constituée dans les Vosges, se replie sur Besançon où il compte se réorganiser. L'ennemi investit Belfort le 3 novembre.
Les Prussiens doivent prendre Besançon pour pouvoir poursuivre leurs opérations, soit dans là vallée de la Seine, soit dans celle de la Saône. Apprenant que la ville n'est pas mise en défense, ils espèrent s'en rendre maître sans grande difficulté.
Le 22 octobre, ils franchissent l'Ognon à Cussey et se heurtent aux troupes de Cambriels assistées de la garnison de Besançon, sous les ordres du lieutenant-colonel de Bigot, chef d'état-major de la 7e Division.
L'ennemi s'avance jusqu'au village d'Auxon mais en est délogé à la baïonnette par les zouaves tandis que les tirs d'infanterie depuis les ruines du château de Châtillon-le-Duc, le force à repasser la rivière avec des pertes considérables.
C'est peu de temps après cet engagement que le général Michel; qui a succédé à Cambriels, dans le commandement de l'armée, décide un mouvement de retraite sur Chagny et Lyon, mouvement qu'il exécute dans les derniers jours d'octobre, emmenant avec lui les meilleurs bataillons de la garnison bisontine, et deux des trois batteries mobiles de la place.
La défense de Besançon se trouve de ce fait réduite à 11 bataillons d'infanterie (lignes, chasseurs et mobiles). Côté artillerie, il ne reste qu'une batterie mobile de 4 et, pour les travaux du génie, une section de l'arme régulière (70 hommes) et un bataillon de mobiles de la Loire, composé principalement de mineurs de la région de Saint-Étienne qui, sous le commandement d'Adrien de Montgolfier, ingénieur des Ponts-et-Chaussées se révéleront particulièrement efficaces lors de la construction des futurs retranchements.

### Arrivée de Rolland
Le 19 octobre 1870, l'amiral Fourichon, ministre de la marine, donne l'ordre au capitaine de vaisseau Rolland de prendre le commandement de la Subdivision de la Haute-Saône, dépendant de la 7e Division militaire.
Parti immédiatement Rolland arrive à Dijon le matin du 20 pour apprendre l'occupation presque complète la Haute-Saône par les forces prussiennes qui menacent déjà la ligne de Dijon à Besançon. Il peut monter dans l'un des derniers trains pour Besançon et se met à la disposition du général de Prémonville, commandant la 7e Division, qui lui confie la mission d'organiser les gardes nationaux mobilisés de la Haute Saône.
Grâce à des circulaires distribuées par la Poste dans les communes occupées du département, Rolland réveille la patriotisme des habitants dont certains viennent à Besançon constituer des brigades de gardes mobilisés. Lorsque le général Garibaldi, en poste à Dole incorpore dans son armée des Vosges qu'il est chargé de constituer, un bataillon de mobilisés de la Haute-Saône, originaire Gray, Rolland fait preuve d'autorité pour obtenir sa restitution.
Il fait acheter des vêtements chauds en Angleterre et des armes où cela est possible. Début décembre, 6 bataillons sont presque complètement habillés, équipés et armés, les premières compagnies de chaque bataillon, de chassepots et 2 bataillons, de fusils à tabatière. Rolland met en valeur ses qualités d'organisateur et se révèle intransigeant en matière de discipline.

### Rolland nommé commandant de la Place
C'est certainement son efficacité remarquée dans l'exercice de sa première mission qui fait que, par un décret du 1er décembre 1870, Rolland est nommé général de division de l'armée auxiliaire (son grade est l'équivalent de colonel) et chargé, en remplacement de de Prémonville, du commandement supérieur de la 7e Division militaire, et de la place de Besançon. La presque totalité du territoire de la Division, à l'exception du Jura, est déjà envahie et les place-fortes de Langres et Belfort  investies. Le fort de Joux est menacé, et celui de Salins a subi une attaque. Rolland réussit à leur faire livrer les munitions qui font défaut.

### Mise en défense de la Place
Pour les articles homonymes, voir Siège ou bataille de Besançon.
En décembre 1870, Besançon n'est pas en mesure de résister à une attaque ennemie : Hormis les remparts de la ville défendus par la Citadelle et le fort Griffon, les forts de Bregille et Chaudanne sont les seuls ouvrages défensifs conséquents mais situé trop près de la Place et n'en protégeant qu'un secteur.
La ville est facilement atteignable par l'artillerie à longue portée des Prussiens si celle-ci prend position sur les hauteurs environnantes : crête entre Montfaucon et Fontain, collines de Rosemont, Montboucons, Graviers blancs, Palente...
Ce risque élevé est pointé par le Comité de défense, qui, dès septembre, prescrit la construction du fort des Justices projetée de longue date, à l'ouest de la ville et de la Lunette de Charmont nécessaire à sa protection arrière. Il demande également la construction de 2 fortins sur la crête de part et d'autre de la Chapelle-des-Buis.
Lorsque Rolland est nommé, ces ouvrages sont en cours d'aménagement mais non encore armés ; de plus, ils ne sont pas assez éloignés de la ville que l'ennemi peut atteindre avec des pièces portant à 6 km. Le temps presse, aussi le nouveau commandant, assisté du directeur des fortifications le colonel Benoit, ordonne la construction de 5 nouveaux ouvrages : 1 redoute pouvant accueillir 25 pièces à Montfaucon, une autre de 12 pièces à Fontain, la 3e armée de 18 à 20 pièces à Palente et la 4e, de 20 à 25 pièces aux monts Boucons. Une batterie de 6 pièces est de plus décidée sur le sommet du Rosemont. Les 6 bataillons mobilisés de la Haute-Saône, et le bataillon des mineurs de la Loire sont affectés à ces travaux qui avancent rapidement malgré un début d'hiver très rigoureux avec neige et jusqu'à -20° de température aggravée par le vent. Des fossés de plusieurs mètres de profondeur et d'autant de largeur sont creusés dans le roc vif pour chacun de ces ouvrages, Les travaux du fort des Justices se poursuivent ; les autres ouvrages : lunette Charmont, fortins des Buis, reçoivent une nouvelle impulsion tandis que les forts existants du Petit Chaudanne et de Beauregard font l'objet de quelques aménagements.
Sont reçus, en provenance de l'arsenal de Toulon et installées à la Citadelle et Bregille, 10 pièces de marine de 160 à longue portée qui se chargent par la culasse ainsi que les 200 marins nécessaires à leur usage.
Rolland met en chantier une fonderie à Casamène, un quartier de Besançon, afin de remédier à l'insuffisance de munitions pour les pièces de 24 ainsi qu'une machine à rainurer l'intérieur de canons de 12 à âme lisse sortis de l'arsenal. Sous la direction d'ingénieurs des Ponts-et-Chaussées, l'arsenal produit des cartouches.

### Préparation à un éventuel siège
Le stockage de nourriture est une préoccupation essentielle ; des quantités considérables de vivres sont introduites dans la place, le but étant également de soustraire à l'ennemi les sources d'approvisionnement locales.
Les troupes de la garnison, continuellement exercées, s'aguerrissent et se disciplinent ce qui n'était pas le cas avant l'arrivée de Rolland. Les bataillons d'infanterie et celui de chasseurs, organisés en 6 compagnies, sont employés, avec des bataillons mobiles et mobilisés, à des reconnaissances militaires qui opérèrent avec succès jusque dans le département de la Haute-Saône. Trois batteries mobiles (deux de 12, et une de 4), nouvellement créées, viennent appuyer ces sorties de la garnison.
En même temps, des compagnies de trente hommes pris parmi les meilleurs soldats des mobilisés ainsi que des chasseurs et braconniers connaissant parfaitement le pays opèrent en francs-tireurs sur les flancs de l'ennemi obtenant de nombreux succès.
Une de ces compagnies, sous les ordres de M. de Coursy, un officiers d'ordonnance, pénètre jusqu'à Lure et enlève aux Prussiens 100 têtes de bétail et 14 prisonniers. Attaqué au retour, il perd la moitié du troupeau mais parvient à regagner Besançon avec les prisonniers. Se distingue également le capitaine Huot, dont les raids forcent les Prussiens à détourner leurs correspondances de la route directe entre Vesoul à Gray.
Avec des chevaux dérobés aux uhlans Rolland forme un escadron d'éclaireurs; il fait garder les ponts sur l'Ognon, à Voray, Cussey, Geneuille, Émagny et Marnay et sur le Doubs à Baume-les-Dames, Clerval, l'Isle-sur-le-Doubs, Pont-de-Roide et Saint-Hippolyte. Le plateau de Blamont est défendu par une demi-batterie de 4 de montagne, et des reconnaissances effectuées sur la rive droite du Doubs, jusque vers Rougemont, Villersexel et même Montbéliard.

### L'armée de l'Est à Besançon
Le 19 décembre, Rolland est avisé par le Gouvernement qu'une armée va opérer dans l'Est afin de débloquer Belfort ; la circulation des trains est interrompue sur la ligne de chemin de fer entre Lons et Clerval et le matériel expédié vers l'armée de la Loire. La place de Besançon se trouve à partir de ce moment privée de possibilités d'approvisionnement, mais les stocks étaient suffisants et n'étaient pas totalement épuisés fin janvier 1871 quand l'investissement de la Place sera total.
Le mouvement de l'armée commence le 28 décembre 1870, avec l'arrivée à Besançon du 24e Corps du général de Bressolles, qui ne s'arrête que trois à quatre jours, et continue sa route dans la direction de Belfort, suivi de tous les autres Corps de l'armée.
Le 30 décembre, le ministre de la guerre ordonne à  la Place de constituer avec ses effectifs une division complète qui viendra renforcer le 24e Corps. Rolland proteste en vain. Il lui est répondu que « La défense de Besançon n'est pas à Besançon mais sous les murs de Belfort. »
Simultanément, sur la demande du général Bourbaki de renforcer la défense du plateau de Blamont et des passages du Doubs, entre Montbéliard et Besançon, Rolland adjoint aux 3 bataillons de gardes mobiles du Doubs qui s'y trouvent déjà, un nouveau régiment composé du 1er bataillon de mobiles des Vosges, du 1er bataillon de mobiles des Hautes-Alpes, et du 4e bataillon de mobilisés de la Haute-Saône ainsi que les autres bataillons de mobilisés de la Haute-Saône, à l'exception de deux, qui jugés indispensables pour le service intérieur des forts et pour garder les passages de l'Ognon, en avant de Besançon.
Les travaux de terrassements qu'il devient urgent de terminer, sont poursuivis grâce aux bataillons de mobilisés du Doubs. L'emplacement de nouvelles batteries est aménagé à Planoise (colline et rue de Dole), à Arguel, au Trou au loup, aux Graviers blancs et au Point du jour.
Par dépêche du 17 janvier, Bourbaki annonce qu'il n'avait pu franchir la Lizaine défendue par von Werder. Dès le 18, il engage le mouvement de retraite sur Besançon et ordonne de faire sauter les ponts de Voray, Cussey, Émagny et Marnay. Seuls les parapets de ces ouvrages sont détruits en raison d'une mauvaise mise en œuvre des explosifs par le génie du 24e Corps.
Le général von Manteuffel, commandant en chef la 26e armée du Sud (corps de Treskow, Zaskow, Werder et Fransecki) entre à Gray, le 18, à la tête de troupes nouvellement arrivées de Paris, et son intention d'envelopper l'armée de l'Est, par les rapides manœuvres qui lui permettent du 21 au 24, d'occuper successivement Dole, Arbois, Poligny, Mouchard, Saint-Vit, Quingey et Byans, tandis qu'au Nord, le général de Bressolles, prend la décision d'abandonner les plateaux du côté de Blamont, et se retirer dans la direction de Pont-de-Roide et Maiche
Dans la soirée du 20, des éclaireurs de la Place se trouvent face à des uhlans précédant une colonne prussienne. Rolland renforce les mobilisés en faisant venir le bataillon des mineurs de la Loire (600 hommes), avec une batterie d'artillerie. Le 21 janvier, la colonne ennemie forte de 1000 hommes et de 3 batteries d'artillerie est repoussée. Le pont de Cussey est coupé sous le feu de l'ennemi qui se retire en laissant environ 300 hommes sur le terrain.

### Mise en défense de la ville
Le gouvernement, pour remplacer la brigade Dariès, affecte à Besançon 9 bataillons mobilisés de l'Hérault, du Vaucluse, et de la Drôme. Rolland les envoie le 22 sur les plateaux du côté d'Ornans car ils ne sont pas opérationnels, manquant de munitions pour leurs fusils belges de marque Enfield.
23 janvier : Combat de Quingey.
25 janvier : Combat de Vorges et Busy (route royale de Quingey à Besançon) entre des fractions du 15e Corps français et une brigade allemande du 7e corps.
Le chemin de fer est coupé  le 23 à Byans, Rolland donne immédiatement l'ordre au 5e lanciers du général de la Sene, de partir à marches forcées pour devancer l'ennemi sur la route de Bourg, par Levier, Nozeroy et Champagnole, Malgré les difficultés de ce mouvement, par des routes enneigées, de la Sene réussit à s'échapper en prenant quelques heures d'avance sur la cavalerie prussienne. Pendant ce temps, le mouvement de retraite de l'armée de l'Est, se continue, les troupes se regroupant autour de Besançon, et sur le premier plateau. Les malades seuls sont admis dans la Ville, ou dans les ambulances des villages avoisinants. Tous les établissements publics, casernes, couvents, écoles de la ville, sont aménagés en ambulances ainsi que des hôtels particuliers pour accueillir 10 000 blessés et malades.
Le 25 janvier, une partie de l'armée est en chemin vers Pontarlier suivie de deux Divisions du 20e Corps qui traversent la ville pour prendre la route de Morre  et accéder au plateau. Les deux autres Divisions de ce Corps restent sur Besançon en renfort : La 2e Division du 15e Corps du général Rébilliard, forte de 11 000 hommes occupant les hauteurs de Busy, sur la route de Quingey et la 1re Division du 20e Corps, 7 000 hommes commandée par le général Polignac.
L'encerclement complet de la Place rend difficiles les contacts avec le gouvernement de Bordeaux, mais les redoutes et batteries sont maintenant suffisamment armés pour offrir une résistance effective.
Des mesures énergiques sont prises pour préserver le centre-ville contre l'envahissement des 20 à 30 000 traînards de l'armée, qui sont autant de bouches à nourrir. Ils sont incités à rejoindre leur corps d'armée, les malades en état de marcher sont formés en petits détachements et des passeurs du pays leur font franchir les lignes ennemies. Après cela, outre les 30 000 hommes de la garnison ne restaient que 8 à 10 000 malades intransportables.
La variole fait son apparition, touchant 2 000 civils et militaires dont une partie décédera. La peste bovine décime le troupeau de la Place (1 200 têtes en 3 semaines)

### Armistice
C'est au milieu de ces préoccupations et de ces complications que Besançon apprend le 29 janvier, via Vesoul puis par une dépêche du Gouvernement qu'un armistice a été signé le 28 janvier.
L'armistice ne s'applique pas à la Franche-Comté (hors Haute-Saône), mais un cessez-le-feu s'instaure autour de la Place, chacun conservant ses positions.
Le 15 février, l'armistice est global et le général Keller, commandant la 20e brigade d'infanterie convie Rolland afin de fixer les limites de la zone non occupée. Après d'âpres négociations, la ligne de démarcation est tracée laissant libre la presque totalité du département du Doubs, en suivant le cours de la rivière éponyme jusqu'à Baume-les-Dames, puis remontant vers Rougemont, pour prendre la ligne de l'Ognon, et passant par Rioz, Marnay, et la limite ouest du département, jusque vers Salins.
Rolland envoie un officier d'ordonnance à Bordeaux pour faire part de ce traité au Gouvernement. Toutefois la convention signée à Versailles avec Bismarck, prescrit qu'une grande partie du département du Jura et celui du Doubs, sont abandonnés à l'occupant, sauf une zone de 10 kilomètres autour de la place de Besançon. La ville continue à être investie sans communications, sans moyens de ravitaillement, voyant ses approvisionnements diminuer chaque jour, cette situation se prolonge jusqu'à la signature des préliminaires de paix.
L'ordre de licenciement des troupes auxiliaires arrive dans les premiers jours de mars; le 8, cette opération était terminée pour les mobilisés; le tour de la garde mobile vint ensuite. La gendarmerie est renvoyée dans les cantons.
Le 10 mars, Rolland cède le commandement de la 7e division militaire au général Rébilliard. Le 22 mars, jour de son départ, il apparaît sur le balcon de l'hôtel du Nord et prononce un discours qui se termine par: «je suis marseillais de naissance, mais de cœur je suis bisontin !» Il se rend ensuite à la gare accompagné par plus de 10 000 civils et militaires.
Il n'aura pas à faire face au projet de Commune de Besançon, engagé fin mai 1871. Toutefois dès le 27 mars, Besançon est déjà citée à l'instar de Lyon, Marseille, Toulouse et Draguignan, comme partie prenante du processus révolutionnaire, une part significative des hommes de troupes en particulier de la Garde nationale se révélant partisane de l'insurrection.

## Personnalité de Marius Rolland
Les bisontins découvrent un personnage atypique, sévère et intraitable, au comportement parfois brutal, avec des tendances jusqu’au-boutistes. Il était à la fois craint et aimé par ceux qui le côtoyaient et l’appréciaient. Seul le préfet Édouard Ordinaire ne s’entendit pas avec celui qu’il qualifiait de «saltimbanque de la Canebière» ou encore d'Orlando Furioso. Léonce de Piépade le décrit ainsi dans «Le coup de grâce» : «... D’une stature imposante, les épaules carrées toujours en mouvement, toisant l’interlocuteur avec un regard farouche, arpentant son cabinet de long en large les mains derrière le dos, il lançait des ordres sévères de sa voix de stentor, marquée d’un fort accent marseillais. Quand on l’abordait au dehors, il faisait tournoyer sa canne dans sa main d’une manière inquiétante. Sous la rudesse de ses formes, la bonté de son cœur et sa grandeur d’âme se révélaient dans une foule de circonstances. Elles étaient bien connues de ses familiers qui l’affectionnaient, tout en souriant de ses originalités.»
Une anecdote donne le reflet de ce qu’il était réellement : intraitable avec ceux qui ne lui obéissaient pas, mais capable d’émotion et de générosité face aux souffrances des victimes de la guerre : A la mi janvier, il inspecte un hôpital improvisé cherchant à débusquer des «carottiers» qui pourraient retourner au combat. Les ambulancières lui font comprendre qu’en fait les malades et blessés vivent ici un calvaire du fait de l’absence de tout: poêle, linge, eau chaude, pain. Sorti des baraquements, il ne peut contenir son émotion et décide de donner la quasi-totalité de sa solde pour acheter fourneau, marmites et nourriture.
Sa détermination face à l’ennemi sera sans faille comme en témoignent ces autres faits :
- Von Bonin, un neveu de Bismarck est fait prisonnier lors d’un raid de la compagnie franche du capitaine Huot. Lorsqu’un émissaire vient négocier sa libération, Rolland refuse en menaçant de pendre le précieux otage au clocher de la cathédrale au premier coup de canon tiré sur la ville.
- Le 21 janvier, alors que la situation de Besançon parait désespérée, Rolland qui haïssait les Prussiens et ne pouvait envisager d’être fait prisonnier fait part à son État-major de sa volonté de se battre jusqu'au sacrifice ultime plutôt que d'ordonner la capitulation.

## Fin de carrière de Marius Rolland
Contre toute attente, Marius Rolland n'obtient pas de promotion à son retour dans la Marine. Il prend sa retraite en 1876 avec son grade de capitaine de vaisseau. C’est un éminent militaire, le général du génie Séré de Rivières, qui magnifiera son action en déclarant: «... J’estime que si la France a conservé Belfort, c’est à lui (Rolland) qu’elle le doit presque autant qu’à l’héroïque résistance du colonel Denfert-Rochereau ;  si les Allemands avaient pu se rendre maîtres de Besançon... bien certainement ils n’eussent pas consenti à nous laisser Belfort".
Le souvenir du général Rolland, si populaire parmi la population de Besançon en 1871, s’estompera peu à peu. La ville lui fait cadeau d'une montre-chronomètre en 1872 et une médaille commémorative «La garde nationale au général Rolland / travaux de défense de la place de Besançon 1870-1871 » est émise.
Sollicité par la classe politique locale, Marius Rolland se présente à Besançon lors des élections de 1876 pour le renouvellement de l’Assemblée nationale, mais est battu par le candidat républicain Albert Grévy.
Ce n’est qu’au début du XXe siècle que Charles Sandoz, président d’une section de vétérans, prend l’initiative de passer commande d’un portrait du général. Une souscription est lancée localement et sur Marseille par le docteur Challan de Belval, ami de Rolland ; elle aboutit à la cérémonie du 29 novembre 1907 au palais Granvelle, au cours de laquelle le tableau est remis à la ville de Besançon. Marius Rolland, malade, n'a pu se déplacer et décède quelques mois plus tard.

## États de service
- 1er septembre 1839 : élève de 2e classe (aspirant), port de Toulon.
- 1er novembre 1841 : élève de 1re classe.
- 16 novembre 1843 : enseigne de vaisseau.
- 1er janvier 1847 : embarque sur le brick "Ducouédic", station de Bourbon, sous le commandement de Charles Guillain.
- 21 octobre 1850 : lieutenant de vaisseau
- 26 août 1861 : capitaine de frégate.
- 7 mars 1868 : capitaine de vaisseau.

## Récompenses et distinctions

### Décorations
- Chevalier de la légion d'honneur  le 31 décembre 1853
- Officier de la Légion d'Honneur le 29 avril 1855.
- Commandeur légion d'honneur le 7 juillet 1871 remise par Thiers.

### Hommages
- Émission d'une médaille «La garde nationale au général Rolland / travaux de défense de la place de Besançon 1870-1871 »
- La batterie d'Arguel terminée en 1876 est baptisée fort Rolland
- Un tableau de Léon Tirode le représentant sur le terrain durant la mise en défense de Besançon est offert à la ville en 1907.
- Peu avant la 1re guerre mondiale le chemin du fada à Marseille est rebaptisé rue Rolland. De même pour la ruelle du Chasnot à Besançon qui est devenue rue général Rolland.

## Galerie

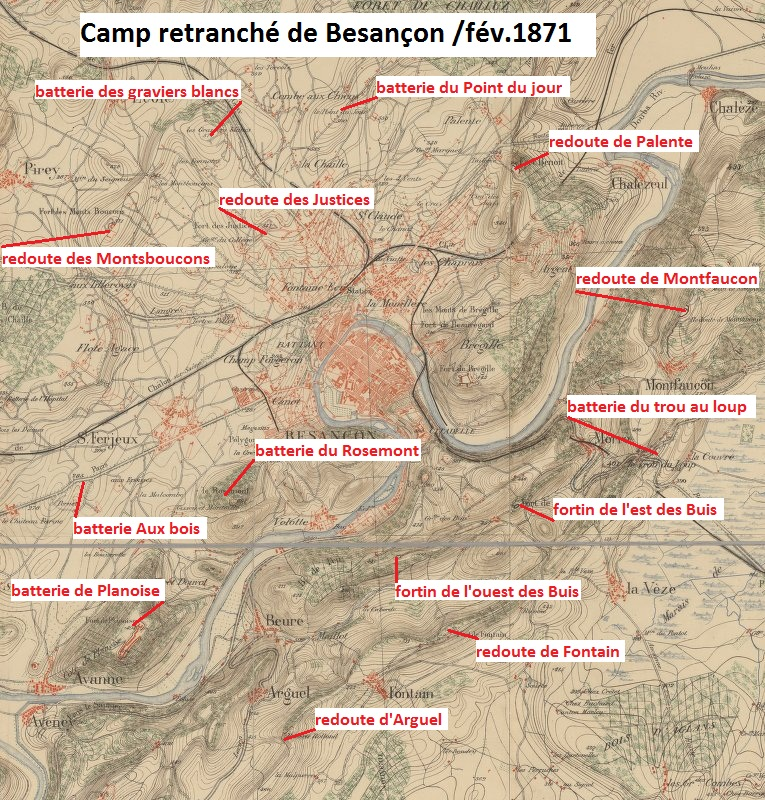
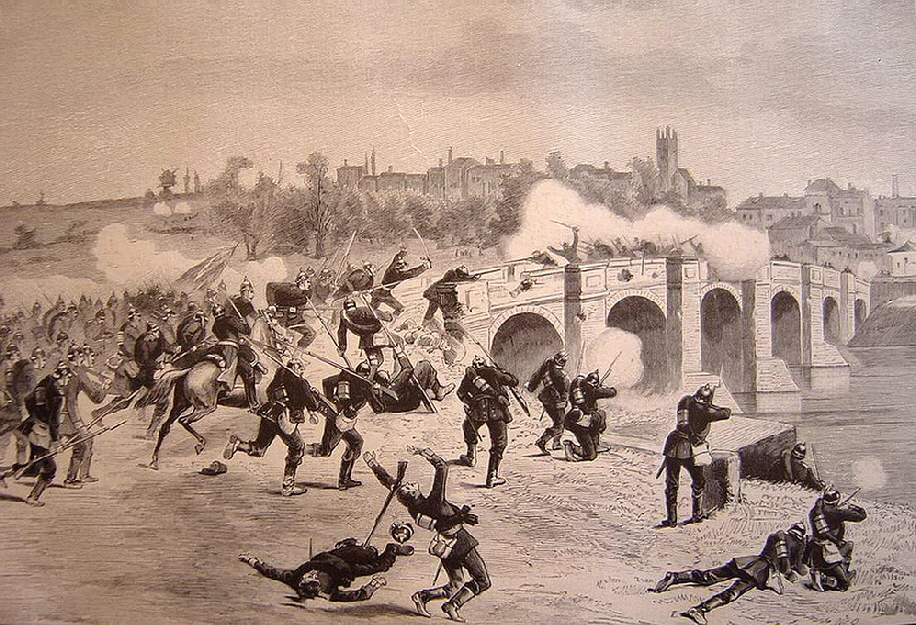
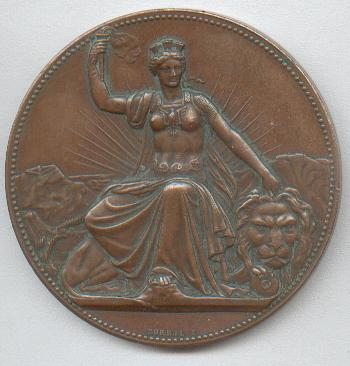
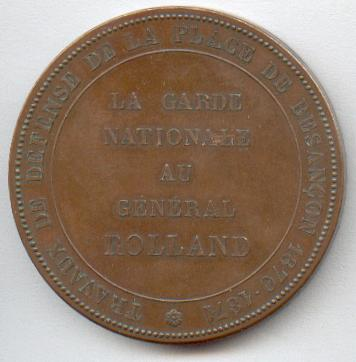